# Ocotea mucronata
Ocotea mucronata là loài thực vật có hoa trong họ Nguyệt quế. Loài này được (Poir.) Kosterm. miêu tả khoa học đầu tiên năm 1961.